# Afanaszjevo
Afanaszjevo (oroszul: Афанасьево) városi jellegű település Oroszország Kirovi területén, az Afanaszjevói járás székhelye.
Lakossága: 3435 fő (a 2010. évi népszámláláskor).

## Fekvése
A Kirovi terület északkeleti szélén, Kirov területi székhelytől 251 (vagy 270) km-re, a Felső-Káma jobb partján helyezkedik el. Környéke az erősen tagolt, változatos domborzatú Felső-kámai-hátság része. A legközelebbi vasútállomás a 80 km-re fekvő Sztalnaja (Omutnyinszk városban), a Kirov–Glazov vasúti fővonalról Jarnál leágazó szárnyvonalon. 

## Története
A település – eredeti nevén Zjuzgyino-Afanaszjevo – a 16. század végén keletkezett, első írásos említése 1607-ből való. 1929-ben, a járás létrehozásakor lett az Afanaszjevói járás székhelye. 1963-ban építőipari vállalata létesült, az építette a település nagyobb létesítményeit, a járási tanács, az üzletek, a kórház, a középiskola stb. épületét. 1988-ban kezdték meg a központi utcák aszfaltozását.
A járás gazdaságának alapja a fakitermelés és a fafeldolgozó ipar.  